# Nerocila bivittata
Nerocila bivittata là một loài chân đều trong họ Cymothoidae. Loài này được Risso miêu tả khoa học năm 1816.